# Bénéfice
Pour les articles homonymes, voir Bénéfice (homonymie).
Le bénéfice ou le profit résulte de la constatation (économique et/ou monétaire) pour une période donnée :
- soit d'une différence positive entre flux d'encaissements et flux de décaissements (ou flux de recettes et flux de dépenses) ;
- soit, comme dans le cadre comptable (par exemple le compte de résultat d'une entreprise), d'une différence positive entre :

d'une part la somme des recettes réelles (produits comptabilisés) et produits calculés (factures à émettre, charges comptabilisées d'avance),
d'autre part la somme des dépenses réelles (charges comptabilisées) et des coûts calculés (amortissements, provisions, factures à recevoir…).

L'inverse (écart négatif) est appelé déficit, solde négatif, résultat négatif ou perte. 

## Consolidation internationale
Les administrations fiscales cherchent à déterminer si le prix vendu par la filiale dans un autre pays est proche d'une transaction entre tiers car c'est pour les entreprises internationales (dites aussi multinationales) un instrument important permettant de réaliser des transferts indirects de bénéfices vers des pays à moindre taxation. C'est particulièrement difficile lorsque la marque constitue une part majeure du prix et que l'évaluation dépend aussi de la fonction exercée par l'entreprise et du risque qu'elle assume dans ce pays. La difficulté qui borde au politique assure des emplois très bien rémunérés à haut statut social aux spécialistes. 

## Différence avec la valeur ajoutée
La distinction entre le bénéfice et la valeur ajoutée réalisés par une entreprise est souvent mal comprise. 
Le bénéfice est en fait une partie de la valeur ajoutée. La VA doit être redistribuée dans trois domaines :
- les salariés (paiements des salaires) ;
- les apporteurs de capitaux ;
- les administrations (impôts sur les bénéfices, taxes, cotisations sociales).

Le reste, la valeur ajoutée non redistribuée, constitue le bénéfice, indispensable aux futurs investissements.

### Notion juridique
Dans un arrêt de 1914 Caisse rurale de Manigod, la Cour de cassation a retenu que la notion de bénéfice devait s'entendre d'un gain pécuniaire ou matériel ajoutant à la fortune des associés et qu'elle devait être distinguée de la notion des économies qui ne sont que des pertes évitées ou des dépenses amoindries.
À la lumière de cette définition, les sociétés d'assurance mutuelle, mues par le souci de réaliser des économies en s'assurant à meilleur marché n'étaient plus des sociétés mais des associations.